# Cerkno (municipio)
Cerkno es un municipio de Eslovenia, situado en el oeste del país en la región de Gorizia. Su capital es Cerkno.
En 2018 tiene 4588 habitantes.
El municipio comprende las localidades de Bukovo, Cerkljanski Vrh, Cerkno (la capital), Čeplez, Dolenji Novaki, Gorenji Novaki, Gorje, Jagršče, Jazne, Jesenica, Labinje, Lazec, Laznica, Orehek, Otalež, Planina pri Cerknem, Plužnje, Podlanišče, Podpleče, Poče, Police, Poljane, Ravne pri Cerknem, Reka, Straža, Šebrelje, Travnik, Trebenče, Zakojca y Zakriž.